# روابط جمهوری چک و مالزی
روابط جمهوری چک و مالزی (انگلیسی: Czech Republic–Malaysia relations) روابط خارجی بین جمهوری چک و مالزی است. سفارت جمهوری چک در کوالا لامپور، و سفارت مالزی در پراگ قرار دارد.

## تاریخچه
در پی برقراری رابطه مالزی با اتحاد جماهیر شوروی در سال ۱۹۶۸، روابط این کشور با چکسلواکی سابق و دیگر کشورهای اروپای مرکزی که تحت نفوذ شوروی قرار داشتند، گسترش پیدا کرد.